# Atlantic-típusú gőzmozdony

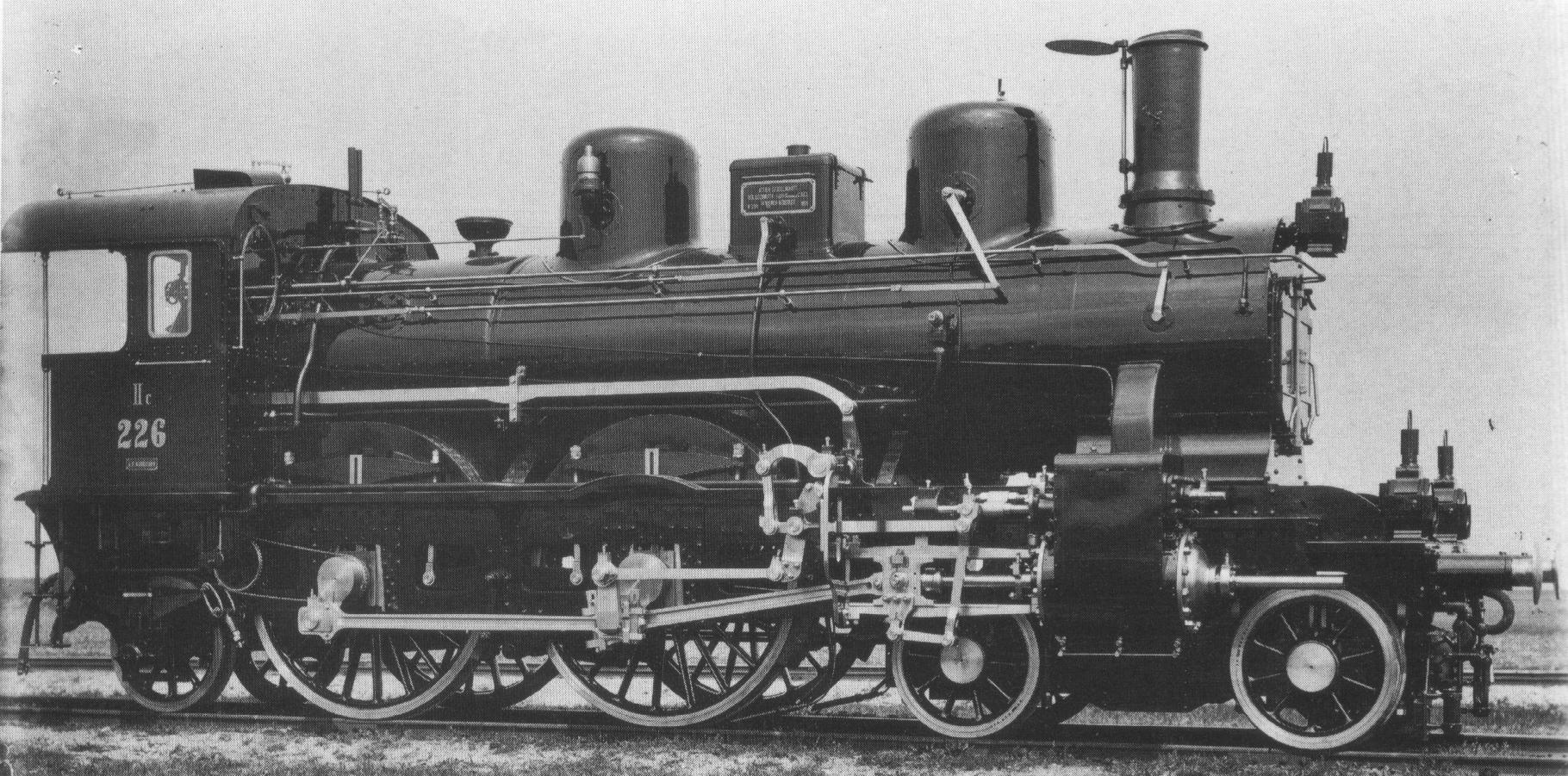
Az első európai Atlantic típusú gőzmozdony, az osztrák Kaiser-Ferdinands-Nordbahn IId sorozatú mozdonya (1895)

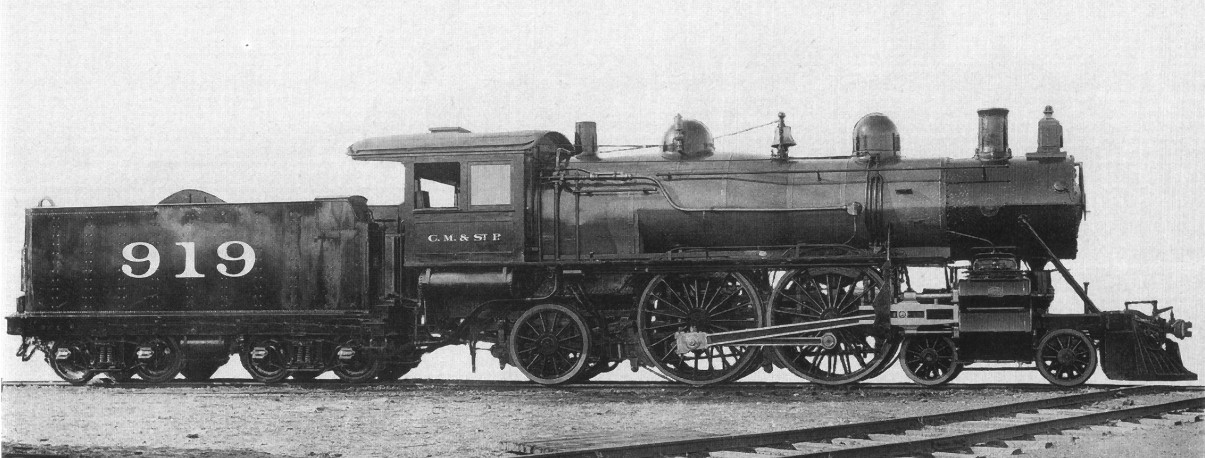
Egy amerikai Atlantic mozdony 1901-ből (A-2 osztály Milwaukee Road)

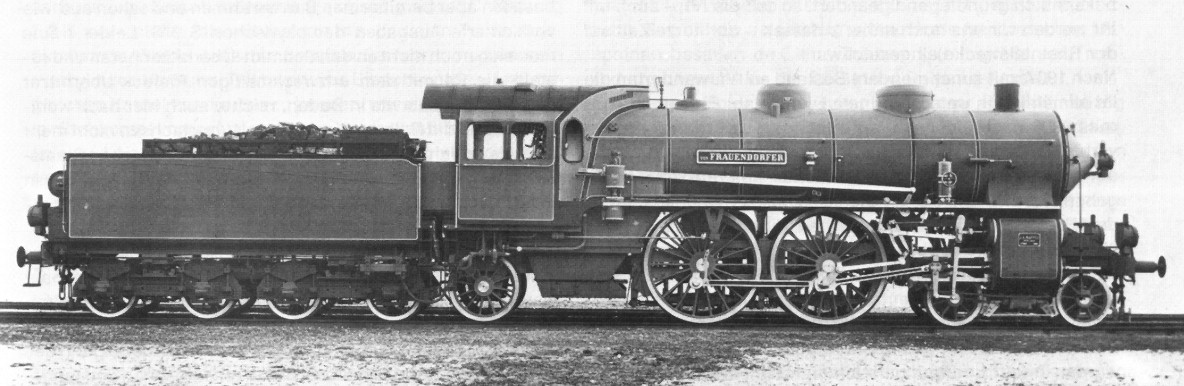
A Pfälzische P 4 1905-ből

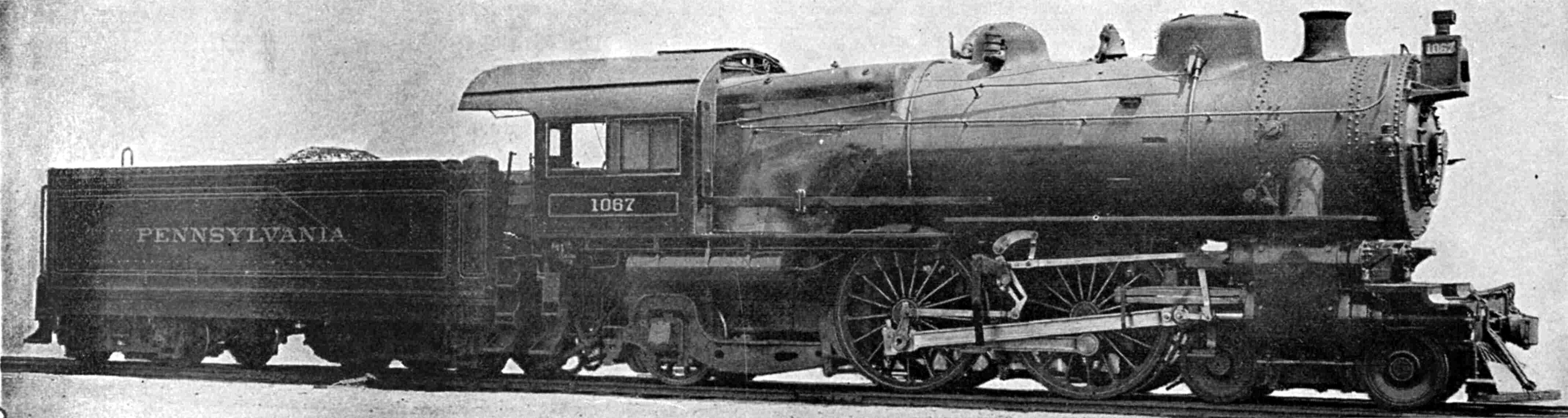
A Pennsylvania Railroad E6s mozdonya 1914-ből

Az Atlantic megnevezés egy szerkocsis gőzmozdonytípust jelöl 2'B1 vagy 2'B1'tengelyelrendezéssel, azaz elöl egy kéttengelyes forgóváz, kép kapcsolt kerék, hátul pedig egy futótengely, amely vagy merev, vagy beálló volt.
A típus a nevét öt, az Atlantic Coast Line Railroadnek 1894-ben szállított mozdonyáról kapta, melyek leszámítva egy kísérleti mozdonyt hullámcsőtűztérrel, az első 2'B1 elv szerint épített gépek voltak. Ugyanez volt a jelölése a Atlantic City Railroad 1896-ban beszerzett két mozdonyának is.
Ezen kívül még Európában jelent meg az Atlantic az osztrák Kaiser Ferdinands-Nordbahnnál, mint IId sorozat, ám itteni fejlesztése független volt az amerikaitól.
Az Atlantic egy átmeneti forma volt az amerikai típusú (2'B) és a Pacific (2'C1') között, és viszonylag kis számban épült, mert a két kapcsolt tengely által biztosítható vonóerő elég hamar kevésnek bizonyult.  Az Atlantic idejében kezdték a vasúti kocsikat acélvázzal készíteni faváz helyett, ezáltal a vonatok rövid idő alatt sokkal nehezebbek lettek. A kontinentális Európában, ahol a megengedett legnagyobb tengelyterhelések alacsonyabbak voltak, mint az Amerikai Egyesült Államokban vagy az Egyesült Királyságban a legtöbb Atlantic már az 1920-as években eltűnt.
A világon mindössze 3 544 Atlantic épült – egy részüket később átépítették 2'B, 1'B1' és 2'B2' tengelyelrendezésűvé. Ezek 60%-a Észak-Amerikában, 12%-a Németországban volt. Habár az Atlanticok 1887 és 1939 között épültek, de tényleges aranykora ezeknek a járműveknek sokkal rövidebb volt. Csaknem 3 000 db a 20. század első évtizedében készült, közülük 1935 és 1937 között négy óriás-Atlantic, a Klasse A a Milwaukee Road, továbbá 1939-ben Belgiumban egy áramvonalas burkolt Atlantic az SNCB 12 sorozat, melyek egy időben kihasználatlanok voltak, miközben a Pacific és Hudson mozdonyok (2’C2’) uralták a gyorsvonati  üzemet.
Az Atlantic volt az egyik leggyorsabb gőzmozdony, melyet valaha gyártottak. Összehasonlítva a Pacific és Hudson típusokkal az Atlantic kisebb gépezeti tömege előnyös volt, mivel nyugodtabb futást biztosított nagyobb sebességnél. Figyelemre méltó sebességre voltak képesek. Különösen az amerikai Atlanticokról közismert, hogy a Pennsylvania Railroad E2 osztályú Atlanticja 1905-ben  204,5 km/h sebességet ért el, ez az érték az USA-ban a gőzmozdony által valaha elért legnagyobb sebességnek van megadva. A Camelback-Atlantic a Philadelphia and Reading Railroadnál 1909-ben pedig 193 km/h sebességet ért el.
Míg ezeket a sebességeket - különösen az E2-ét – a szakértők megkérdőjelezik, mert a mozdony nem tudta biztosítani az ehhez szükséges teljesítményt, a 183 km/h, melyet az egyik PRR osztályú E6s Atlantic ért el 1927-ben, jól dokumentált. Ez volt a leggyorsabb Atlantic, de nagyon valószínű, hogy a Milwaukee Road már említett A osztályú mozdonya, akár 209 km/h sebességre is képes volt, mert a konstrukció alkalmas volt rá. Az ugyancsak említett 12 sorozatú belga mozdony 165 km/h-val a leggyorsabb Atlantic volt az Egyesült Államokon kívül, valamint a leggyorsabb gőzmozdony Belgiumban.

## Fordítás
- Ez a szócikk részben vagy egészben  az   Atlantic (Lokomotive) című német Wikipédia-szócikk fordításán alapul.  Az eredeti cikk szerkesztőit annak laptörténete sorolja fel. Ez a jelzés csupán a megfogalmazás eredetét és a szerzői jogokat jelzi, nem szolgál a cikkben szereplő információk forrásmegjelöléseként.